# Maść Wilkinsona
Maść Wilkinsona (łac. Unguentum Wilkinsoni, syn. Unguentum antisepticum, Unguentum sulfuratum compositum FP XII, maść siarkowa złożona, złożona maść siarczana) – preparat galenowy do użytku zewnętrznego, sporządzany według przepisu farmakopealnego. W Polsce na stan obecny (2024) skład określa Farmakopea Polska XIII. Preparat stosowany głównie w leczeniu świerzbu, znacznie rzadziej w leczeniu łuszczycy. Dawniej produkowana w Polsce w laboratoriach galenowych. Obecnie sporządzana w recepturze aptecznej.
Preparat opracowany przez brytyjskiego lekarza J.H. Wilkinsona w XIX wieku.
Skuteczność związków siarki (m.in. maści Wilkinsona) oceniono jako nieznaną.

## Skład
- kwiat siarczany lub mleko siarczane[7] 15 g
- mydło potasowe 30 gramów
- dziegieć sosnowy 15 gramów
- strącony węglan wapnia 10 gramów
- smalec wieprzowy farmaceutyczny 30 gramów

wymieszać do powstania maści.